# Meator
Meator is een geslacht van neteldieren uit de  familie van de Bythotiaridae.

## Soort
- Meator rubatra Bigelow, 1913